# Matt Reeves
Pour les articles homonymes, voir Reeves.
Matt Reeves, né le 27 avril 1966 à Rockville Centre (État de New York), est un réalisateur, scénariste et producteur de cinéma américain.
Il se fait connaître en 2008 en réalisant le premier opus de la franchise Cloverfield.
Il accède à une reconnaissance critique et commerciale entre 2014 et 2017 pour avoir co-écrit et réalisé les opus 2 et 3 de la nouvelle trilogie de la saga cinématographique La Planète des singes, adaptée du roman éponyme de Pierre Boulle, publié en 1963.
Il est le réalisateur en 2022 de The Batman.

## Carrière

### Débuts
Après avoir participé à l'écriture du film d'action Piège à grande vitesse, il signe sa première réalisation en 1996, avec la comédie romantique Le Porteur de cercueil avec David Schwimmer et Gwyneth Paltrow, qu'il co-écrit avec Jason Katims. Le film est un échec commercial et peine à convaincre la critique.
En 1997, il fait ensuite ses débuts à la télévision, en réalisant un épisode de Relativity, une éphémère série sentimentale créée par Jason Katims. La même année, il met également en scène un épisode de la sixième saison de la série policière Homicide.

### Succès à la télévision
L'année suivante, il lance la série télévisée Felicity, co-créée avec son ami J. J. Abrams. Celle-ci est acclamée par la critique, notamment pour sa réalisation. La fiction est diffusée entre 1998 et 2002 aux États-Unis.
Parallèlement, il signe le scénario de The Yards, le second film de James Gray et réalise l'épisode pilote de l'éphémère série médicale Gideon's Crossing.
Les années suivantes, il met en scène les épisodes pilote de deux autres séries, toutes deux arrêtées dès leurs premières saisons : en 2003, la série fantastique Miracles et en 2006, la série judiciaire Conviction.

### Succès cinématographiques
En 2008, il dévoile son deuxième long-métrage comme réalisateur, Cloverfield. Ce film d'action fantastique produit par J. J. Abrams et écrit par Drew Goddard est un succès critique et commercial.
En 2010, il confirme dans un autre genre, en écrivant et réalisant le film d'horreur Laisse-moi entrer (Let Me In), remake du film suédois Morse. La critique salue la réussite de l'entreprise, qui échoue néanmoins au box-office.
À la suite de l'abandon par Rupert Wyatt de la réalisation de La Planète des singes : Les Origines, c'est lui qui est nommé pour le remplacer. Il met en scène ce second opus intitulé La Planète des singes : L'Affrontement. Le film répond aux attentes : c'est un énorme succès critique et commercial de l'été 2014.
En janvier 2014, alors que La Planète des singes : L'Affrontement n'est pas encore sorti, le producteur Peter Chernin et la 20th Century Fox révèlent que Matt Reeves réalisera et coécrira avec Mark Bomback la suite. Le film sort aux États-Unis le 14 juillet 2017.
En mai 2015, le titre du troisième chapitre est officialisé, pour une sortie décalée à l'été 2017 :  La Planète des singes : Suprématie. Le film est un nouveau succès critique et commercial, et clôt cette trilogie. Reeves s'est alors déjà engagé sur une autre saga cinématographique prestigieuse.
En effet, en février 2017, il est choisi par les studios Warner pour remplacer Ben Affleck à la réalisation d'un nouveau film consacré à Batman et ses éventuelles suites. En juillet, il confirme développer un nouveau script, laissant de côté le précédent, et avoir des idées pour une trilogie.

## Filmographie
Sauf indication contraire, les informations mentionnées dans cette section peuvent être confirmées par la base de données cinématographiques IMDb,  présente dans la section « Liens externes ».

### Comme réalisateur

#### Cinéma
- 1993 : Future Shock (es) - segment Mr. Petrified Forrest
- 1996 : Le Porteur de cercueil (The Pallbearer)
- 2008 : Cloverfield
- 2010 : Laisse-moi entrer (Let Me In)
- 2014 : La Planète des singes : L'Affrontement (Dawn of the Planet of the Apes)
- 2017 : La Planète des singes : Suprématie (War for the Planet of the Apes)
- 2022 : The Batman

#### Télévision
- 1997 : Relativity - saison 1, épisode 14
- 1997 : Homicide (Homicide: Life on the Street) - saison 6, épisode 8
- 1998-2001 : Felicity - 5 épisodes
- 2000 : Gideon's Crossing - saison 1, épisode 1
- 2003 : Miracles - saison 1, épisode 1
- 2006 : Conviction - saison 1, épisode 1

### Comme scénariste ou créateur
- 1993 : Future Shock (es) - segment Mr. Petrified Forrest de lui-même
- 1995 : Piège à grande vitesse (Under Siege 2: Dark Territory) de Geoff Murphy
- 1996 : Le Porteur de cercueil (The Pallbearer) de lui-même
- 1998-2002 : Felicity (série télévisée) (cocréée avec J. J. Abrams)
- 2000 : The Yards de James Gray
- 2017 : La Planète des singes : Suprématie (War for the Planet of the Apes) de lui-même
- 2021 : Ordinary Joe (en) (série télévisée) (créateur)
- 2022 : The Batman de lui-même

### Comme producteur / producteur délégué
- 1998-2002 : Felicity (série télévisée)
- 2000 : The Yards de James Gray (coproducteur)
- 2016 : 10 Cloverfield Lane de Dan Trachtenberg
- 2018 : The Cloverfield Paradox de Julius Onah
- 2019 : The Passage (série télévisée)
- 2019 : Surveillance (téléfilm) de Patricia Riggen
- 2020 : Tales from the Loop (série télévisée)
- 2020 : Away (série télévisée)
- 2021 : Ordinary Joe (en) (série télévisée)
- 2021 : Mother/Android de Mattson Tomlin (en)
- 2022 : The Batman de lui-même
- 2024 : En plein vol (Lift) de F. Gary Gray
- 2024 : Batman, le justicier masqué (Batman: Caped Crusader) (série télévisée d'animation)
- 2024 : The Penguin (série télévisée)

## Distinctions

### Récompenses
- Saturn Awards 2008 : Filmmakers Showcase Award pour Cloverfield[7]
- Saturn Awards 2022 : Meilleure réalisation

### Nominations
- Gotham Independent Film Awards 2010 : meilleur film pour Laisse-moi entrer
- Saturn Awards 2011 : meilleur réalisateur et meilleur scénario pour Laisse-moi entrer